# Lista de capítulos de Rurouni Kenshin
O mangá Rurouni Kenshin escrito e ilustrado por Nobuhiro Watsuki, foi publicado pela editora Shueisha na revista Weekly Shōnen Jump. O primeiro capítulo de Rurouni Kenshin foi publicado em abril de 1994 e a publicação encerrou em setembro de 1999 no capítulo 255, contando com 28 volumes. Nesta página, os capítulos estão listados por volume, com seus respectivos títulos originais (volumes com seus títulos originais abaixo do traduzido e capítulos com seus títulos originais na coluna secundária). No Japão, foi publicado em duas versões de grande destaque:
- Em Tankōbon (Volume Padrão), com 28 volumes, publicados entre setembro de 1994 e novembro de 1999.
- Em Kanzenban (Edição de Luxo), com 22 volumes, publicados entre julho de 2006[1] e maio de 2007.[2]

No Brasil, é licenciado pela editora JBC e foi publicado em 56 edições entre maio de 2001 e novembro de 2003. Recentemente, foi relançado em formato original entre novembro de 2012 e março de 2015.
Em Portugal, é licenciado e publicado pela Editora Devir, desde outubro de 2015, com o título Kenshin, o Samurai Errante.

## Volumes 1~6 - Saga de Edo
| - 1. Kenshin: Battousai Himura Primeiro Ato: Himura-Kenshin Battousai - 2. Andarilho: Ida à Cidade Segundo Ato: Um Errante na Cidade - 3. Yahiko Myoujin: Da Antiga Família de Samurais de Tóquio Terceiro Ato: Myoujin Yahiko, Filho de um Samurai de Tóquio | - 1. 剣心·緋村抜刀斎 (Kenshin Himura Battōsai) - 2. 流浪人·街へ行く (Rurōni Machi e Iku) - 3. 東京府士族·明神弥彦 (Tōkyō-fu Shizoku: Myōjin Yahiko) - 4. 活心流·再始動 (Kasshin-ryū: Saishidō) - 5. 喧嘩の男 (Kenka no Otoko) - 6. 対決·相楽左之助 (Taiketsu: Sagara Sanosuke) - 特別編① るろうに-明治剣客浪漫譚- (Rurōni -Meiji Kenkaku Romantan-) |

| - 7. A Marca do Mal Sétimo Ato: A Palavra "Mau" - 8. E o Grupo Ganha Mais um Companheiro Oitavo Ato: Mais Um Que Se Junta à Escola - 9. O Chapéu Negro Nono Ato: Chapéu Negro - 10. Shin no Ippou: O Espírito Unilateral Décimo Ato: A Técnica de Paralização - 11. Lenço e Egoísmo Décimo Primeiro Ato: O Laço e o Egoísmo - 12. Dois Retalhadores Décimo Segundo Ato: Dois Assassinos - 13. A Origem do Nome Décimo Terceiro Ato: A Origem do Nome do Revolucionário - 14. O Fim Sob a Luz da Lua Décimo Quarto Ato: A Batalha Final ao Luar - 15. A Beldade Fugitiva Décimo Quinto Ato: A Bela Fugitiva | - 7. 悪一文字 (Aku Ichimonji) - 8. そして仲間がまた一人 (Soshite Nakama ga mata Hitori) - 9. 黒笠 (Kurogasa) - 10. 心の一方 (Shin no Ippō) - 11. リボンとわがまま (Ribon to Wagamama) - 12. 人斬りふたり (Hitokiri Futari) - 13. 志士名の由来 (Shishi Na no Yurai) - 14. 月下終焉 (Gekka Shūen) - 15. 逃走麗女 (Tōsō Reijo) |

| - 16. Megumi, Kanryuu e... Décimo Sexto Ato: Megumi, Kanryu e... - 17. O Ataque dos Oniwabanshuu Décimo Sétimo Ato: O Ataque dos Ninjas - 18. Entra em Ação o Time Kenshin Décimo Oitavo Ato: A Força do Grupo de Kenshin - 19. A Moça de Aizu Décimo Nono Ato: A Rapariga de Aizu - 20. Motivo para Agir Vigésimo Ato: Os Motivos de Kenshin - 21. Tempestade Furiosa Vigésimo Primeiro Ato: Tempestade e Ondas Bravas - 22. Adentrando a Mansão de Kanryuu Vigésimo Segundo Ato: Ataque à Mansão de Kanryu - Especial 2. Andarilho: Crônicas de um Espadachim na Era Meiji Ato Especial 2: Kenshin, o Samurai Errante - Romance de um Espadachim na Era Meiji | - 16. 恵、観柳そして･･･ (Megumi, Kanryū soshite...) - 17. 御庭番強襲 (O-niwaban Kyōshū) - 18. 剣心組奮迅 (Kenshin-gumi Funjin) - 19. 会津の娘 (Aidzu no Musume) - 20. 動く理由 (Ugoku Wake) - 21. 疾風怒濤 (Shippū Dotō) - 22. 観柳邸突入 (Kanryūtei Totsunyū) - 特別編② るろうに-明治剣客浪漫譚- (Rurōni -Meiji Kenkaku Romantan-) |

| - 23. Hannya: Onimtsu e Artista Marcial Vigésimo Terceiro Ato: Hannya, o Ninja Lutador de Kenpou - 24. O Heroísmo de Hannya e as Cicatrizes de Shikijou Vigésimo Quarto Ato: O Valente Hannya e o Cicatrizado Shikijou - 25. O Confronto Entre Dois Fortes Vigésimo Quinto Ato: O Combate dos Robustos - 26. O Okashira: Aoshi Shinomori Vigésimo Sexto Ato: Okashira-Shinomori Aoshi - 27. Um Combate Feroz Vigésimo Sétimo Ato: Combate Feroz - 28. As Consequências de uma Batalha Mortal Vigésimo Oitavo Ato: O Fim do Combate Mortal Vigésimo Segundo Ato: Ataque à Mansão de Kanryu - 29. Dois Epílogos: Megumi Vigésimo Noto Ato: Dois Finais - Megumi - 30. Dois Epílogos: Aoshi Trigésimo Ato: Dois Finais - Aoshi | - 23. 隠密拳法家·般若 (Onmitsu Kenpō-ka: Han'nya) - 24. 壮烈の般若、創痍の式大尉 (Sōretsu no Han'nya, Sōi no Shikijō) - 25. 豪腕対決 (Gōwan Taiketsu) - 26. 御頭·四之森蒼紫 (O-kashira: Shinomori Aoshi) - 27. 激闘 (Gekitō) - 28. 死闘の果て (Shitō no Hate) - 29. 二つの結末-恵- (Futatsu no Ketsumatsu -Megumi-) - 30. 二つの結末-蒼紫- (Futatsu no Ketsumatsu -Aoshi-) |

| - 31. História Extra: A Luta de Yahiko (Início) Trigésimo Primeiro Ato: Ato Extra - A Luta de Yahiko 1 - 32. História Extra: A Luta de Yahiko (Meio) Trigésimo Segundo Ato: Ato Extra - A Luta de Yahiko 2 - 33. História Extra: A Luta de Yahiko (Fim) Trigésimo Terceiro Ato: Ato Extra - A Luta de Yahiko 3 - 34. O Panorama do Kenjutsu na Era Meiji Trigésimo Quarto Ato: A Esgrima na Era Meiji - 35. O Homem Chamado Raijuuta Trigésimo Quinto Ato: Raijuta - 36. A Técnica Secreta da Espada Trigésimo Sexto Ato: Técnica Secreta - 37. A Conversa no Jardim da Mansão Trigésimo Sétimo Ato: Reunião no Jardim de Tsukayama - 38. A Perícia de Youtarou Trigésimo Oitavo Ato: A Habilidade de Yutarou - 39. Choque Trigésimo Nono Ato: Colisão | - 31. 番外編·弥彦の闘い(前編) (Bangaihen: Yahiko no Tatakai (Zenpen)) - 32. 番外編·弥彦の闘い(中編) (Bangaihen: Yahiko no Tatakai (Chūhen)) - 33. 番外編·弥彦の闘い(後編) (Bangaihen: Yahiko no Tatakai (Kōhen)) - 34. 明治剣術模様 (Meiji Kenjutsu Moyō) - 35. その男·雷十太 (Sono Otoko: Raijūta) - 36. 秘剣 (Hiken) - 37. 塚山庭園会談 (Tsukayama Teien Kaidan) - 38. 由太郎の腕前 (Yutarō no Udemae) - 39. 衝突 (Shōtotsu) |

| - 40. O Homem do Ideal Quadragésimo Ato: O Homem Exemplar - 41. A Outra Técnica Secreta da Espada Quadragésimo Primeiro Ato: Uma Outra Técnica Secreta - 42. Ignorância Quadragésimo Segundo Ato: Não Conheces o Inferno Profundo - 43. Conclusão Quadragésimo Terceiro Ato: A Luta Termina - 44. Não se Preocupem Quadragésimo Quarto Ato: Não é Preciso Preocupar-nos - 45. História Extra: Sanosuke e o Nishiki-e (Início) Quadragésimo Quinto Ato: Ato Extra - Sanosuke e Nishiki-e 1 - 46. História Extra: Sanosuke e o Nishiki-e (Meio) Quadragésimo Sexto Ato: Ato Extra - Sanosuke e Nishiki-e 2 - 47. História Extra: Sanosuke e o Nishiki-e (Fim) Quadragésimo Sétimo Ato: Ato Extra - Sanosuke e Nishiki-e 3 - Especial 3. A Lua Crescente da Guerra Civil Ato Especial 3: A Lua Crescente na Época de Sengoku | - 40. 理想の男 (Risō no Otoko) - 41. もうひとつの秘剣 (Mō Hitotsu no Hiken) - 42. お前は知らない (Omae wa Shiranai) - 43. 決着 (Ketchaku) - 44. 心配無用 (Shinpaimuyō) - 45. 番外編·左之助と錦絵(前編) (Bangaihen: Sanosuke to Nishiki-e (Zenpen)) - 46. 番外編·左之助と錦絵(中編) (Bangaihen: Sanosuke to Nishiki-e (Chūhen)) - 47. 番外編·左之助と錦絵(後編) (Bangaihen: Sanosuke to Nishiki-e (Kōhen)) - 特別編③ 戦国の三日月 (Sengoku no Mikadzuki) |

## Volumes 7~18 - Saga de Shishio
| - 48. A Ressurreição do Lobo Quadragésimo Oitavo Ato: O Lobo Renasce - 49. A Crueldade do Lobo Quadragésimo Nono Ato: O Lobo Tirano - 50. Manobras de um Plano Quinquagésimo Ato: O Lobo Rastejante - 51. Confronto Quinquagésimo Primeiro Ato: Confronto - 52. O Lobo Mostra Suas Presas Quinquagésimo Segundo Ato: O Lobo Rosna - 53. Concordância Quinquagésimo Terceiro Ato: O Kenshin Responde - 54. Aquele que Pode Parar os Dois Quinquagésimo Quarto Ato: Quem Para Estes Dois? - 55. O Pedido de Toschimichi Ookubo Quinquagésimo Quinto Ato: O Pedido de Ookubo Toshimichi - 56. Dia 14 de Maio do 11º Ano da Era Meiji - Manhã Quinquagésimo Sexto Ato: 14 de Maio do 11.º Ano da Era Meiji, de Manhã - 57. Dia 14 de Maio do 11º Ano da Era Meiji - Tarde Quinquagésimo Sexto Ato: 14 de Maio do 11.º Ano da Era Meiji, de Tarde | - 48. 蘇る狼 (Yomigaeru Ookami) - 49. 豺狼 (Sairō) - 50. 蠢動 (Shundō) - 51. 対峙 (Taiji) - 52. 牙を剥く狼 (Kiba wo Muku Ookami) - 53. 呼応 (Koō) - 54. 二人を止める者 (Futari wo Tomeru Mono) - 55. 大久保利通の依頼 (Ōkubo Toshimichi no Irai) - 56. 明治十一年五月十四日-午前- (Meiji Jūichinen Gogatsu Jūyonka -Gozen-) - 57. 明治十一年五月十四日-午後- (Meiji Jūichinen Gogatsu Jūyonka -Gogo-) |

| - 58. Para Kyoto... (Início) Quinquagésimo Oitavo Atoː A Caminho de Quioto I - 59. Para Kyoto... (Fim) Quinquagésimo Nono Ato: A Caminho de Quioto II - 60. Os Sentimentos da Megumi, os Sentimentos da Kaoru Sexagésimo Ato: Os Sentimentos de Megumi e de Kaoru - 61. A Frieza de um Homem Sexagésimo Primeiro Ato: O Homem Sem Coração - 62. Na Estrada Toukai da Era Meiji Sesagésimo Segundo Atoː O Caminho de Toukai na Era Meiji - 63. Misao Makimachi Sexagésimo Terceiro Ato: Makimachi Misao - 64. Pega-pega Sexagésimo Quarto Ato: O Jogo da Apanhada - 65. Cada um no Seu Caminho Sexagésimo Quinto Ato: Diferentes Caminhos - 66. O Vilarejo Abandonado Sexagésimo Sexto Ato: A Aldeia Abandonada | - 58. 京都へ…(前編) (Kyōto e... (Zenpen)) - 59. 京都へ…(後編) (Kyōto e... (Kōhen)) - 60. 恵の気持ち·薫の気持ち (Megumi no Kimochi, Kaoru no Kimochi) - 61. 無情の男 (Mujō no Otoko) - 62. 明治東海道中 (Meiji Tōkaidōchū) - 63. 巻町 操 (Makimachi Misao) - 64. 鬼ごっこ (Onigokko) - 65. 道中それぞれ (Dōchū Sorezore) - 66. 見捨てられた村 (Misuterareta Mura) |

| - 67. O Nascimento de um Pequeno Demônio Sexagésimo Sétimo Ato: Prelúdio da Luta - 68. O Retrato de um Homem Ambicioso Sexagésimo Oitavo Ato: Retrato dum Ambicioso - 69. A Estratégia da Luta Sexagésimo Nono Ato: Táticas de Combate - 70. Soujirou, a Espada Celestial Septuagésimo Ato: Soujirou, o Génio da Espada - 71. Rumando Novamente a Kyoto Septuagésimo Primeiro Ato: Regresso ao Caminho Para Quioto - 72. O Encontro na Floresta (Início) Septuagésimo Segundo Ato: Um Encontro na Floresta (1) - 73. O Encontro na Floresta (Fim) Septuagésimo Terceiro Ato: Um Encontro na Floresta (2) - 74. Chegando a Kyoto Septuagésimo Quarto Ato: Chegada a Quioto - 75. Em Busca de uma Sakabatou Septuagésimo Quinto Ato: A Procura da Nova Espada | - 67. 小さな修羅の芽生え (Chiisa na Shura no Mebae) - 68. 野心家の肖像 (Yashin-ka no Shōzō) - 69. 闘いの駆け引き (Tatakai no Kakehiki) - 70. 天剣の宗次郎 (Tenken no Sōjirō) - 71. 再び京都へ (Futatabi Kyōto e) - 72. 森の出会い(前編) (Mori no Deai (Zenpen)) - 73. 森の出会い(後編) (Mori no Deai (Kōhen)) - 74. 京都到着 (Kyōto Tōchaku) - 75. 逆刃刀を求めて (Sakabatō o Motomete) |

| - 76. A Juppongatana Começa a Agir Septuagésimo Sexto Ato: O Início da Ação dos Dez Espadas - 77. Prelúdio de um Duelo Mortal Septuagésimo Sétimo Ato: O Começo de Luta Mortal - 78. Juppongatana: Chou Septuagésimo Oitavo Ato: O Chou dos Dez Espadas - 79. A Espada de Lâmina Fina Septuagésimo Nono Ato: Fina Espada - 80. A Espada Proibida Octogésimo Ato: Espada Proibida - 81. Os Sentimentos de Shakkuu Octogésimo Primeiro Ato: O Sentimento de Shakkuu - 82. Os Fios Invisíveis Tecidos Pelo Destino Octogésimo Segundo Ato: O Fio Que Me Liga a Ti - 83. Seijuurou Hiko Octogésimo Terceiro Ato: Hiko Seijurou - 84. Mestre e Discípulo do Mitsurugi Octogésimo Quarto Ato: Mestre e Discípulo | - 76. 十本刀動く (Juppongatana Ugoku) - 77. 死斗の幕開け (Shitō no Makuake) - 78. 十本刀·張 (Juppongatana: Chō) - 79. 薄刃乃太刀 (Hakujin no Tachi) - 80. 禁忌の抜刀 (Kinki no Battō) - 81. 赤空の想い (Shakkū no Omoi) - 82. 手繰りよる糸 (Taguriyoru Ito) - 83. 比古清十郎 (Hiko Seijūrō) - 84. 御剣の師弟 (Mitsurugi no Shitei) |

| - 85. Metade do Sentimento Octogésimo Quinto Ato: A Metade do Que Sinto - 86. Aoshi e Okina Octogésimo Sexto Ato: Aoshi e Okina - 87. Os Demônios se Reúnem Octogésimo Sétimo Ato: Reunião dos Asuras - 88. Prelúdio para a Aniquilação Octogésimo Oitavo Ato: Abertura da Destruição - 89. Aoshi Contra Okina Octogésimo Nono Ato: Aoshi Contra Okina - 90. Um Fio Banhado a Sangue Nonagésimo Ato: Final Sangrento - 91. A Decisão de Misao Nonagésimo Primeiro Ato: A Decisão de Misao - 92. Galos e Vassouras e Nonagésimo Segundo Ato: A Crista, a Vassoura e... - 93. O Nome Dele é Usui Nonagésimo Terceiro Ato: Um Homem Chamado Usui | - 85. 気持ち半分 (Kimochi Hanbun) - 86. 蒼紫と翁 (Aoshi to Okina) - 87. 修羅の会合 (Shura no Kaigō) - 88. 崩壊の序曲 (Hōkai no Jokyoku) - 89. 蒼紫対翁 (Aoshi Tai Okina) - 90. 鮮血の終焉 (Senketsu no Shūen) - 91. 操の決意 (Misao no Ketsui) - 92. トリとホウキと (Tori to Hōki to) - 93. その名は宇水 (Sono Na wa Usui) |

| - 94. O Começo da Iniciação Nonagésimo Quarto Ato: Revelação do Segredo - 95. Mesmo que Eu Sacrifique a Minha Vida... Nonagésimo Quinto Ato: Mesmo Perdendo a Vida... - 96. Entre a Vida e a Morte... Nonagésimo Sexto Ato: Entre a Vida e a Morte - 97. A Juppongatana se Reúne Nonagésimo Sétimo Ato: Os Dez Espadas Reunidos - 98. O Outro Objetivo Nonagésimo Oitavo Ato: O Outro Objectivo - 99. Como se Estivesse Voando Nonagésimo Nono Ato: Como Se Voasse! - 100. O Grande Incêndio de Kyoto (Início) Centésimo Ato: O Grande Incêndio de Quioto 1 - 101. O Grande Incêndio de Kyoto (Meio) Centésimo Primeiro Ato: O Grande Incêndio de Quioto 2 - 102. O Grande Incêndio de Kyoto (Fim) Centésimo Segundo Ato: O Grande Incêndio de Quioto 3 | - 94. 伝授開始 (Denju Kaishi) - 95. 命を捨てても… (Inochi o Sutetemo...) - 96. 生と死の間で… (Sei to Shi no Hazama de...) - 97. 十本刀集結 (Juppongatana Shūketsu) - 98. もう一つの目的 (Mō Hitotsu no Mokuteki) - 99. 翔ぶが如く (Tobu ga Gotoku) - 100. 京都大火(前編) (Kyōto Taika (Zenpen)) - 101. 京都大火(中編) (Kyōto Taika (Chūhen)) - 102. 京都大火(後編) (Kyōto Taika (Kōhen)) |

| - 103. O Alvorecer Após a Noite Centésimo Terceiro Ato: Um Dia Depois - 104. Lágrimas Centésimo Quarto Ato: Lágrimas - 105. Uma Noite Memorável Centésimo Quinto Ato: Uma Noite Esplêndida - 106. Como um Verme Desprezível Centésimo Sexto Ato: Detestado Como Uma Serpente - 107. O Deus da Destruição Centésimo Sétimo Ato: Myou-ou - 108. A Diferença de Forças Centésimo Oitavo Ato: Diferença de Força - 109. A Convicção no Punho Centésimo Nono Ato: Convicção nos Punhos - 110. Um Mundo Sem Salvação Centésimo Décimo Ato: Um Mundo Difícil de Salvar - 111. Uma Conversa Entre Punhos Centésimo Décimo Primeiro Ato: Conversa de Punhos | - 103. 一夜明けて (Ichiya Akete) - 104. なみだ (Namida) - 105. 見事な夜 (Migoto na Yoru) - 106. 蛇蝎の如く (Dakatsu no Gotoku) - 107. 明王 (Myōō) - 108. 力の差 (Chikara no Sa) - 109. 拳の確信 (Kobushi no Kakushin) - 110. 救い難き世界 (Sukuigataki Sekai) - 111. 拳の語らい (Kobushi no Katarai) |

| - 112. Seguindo Adiante Centésimo Décimo Segundo Ato: Avançar - 113. O Olho da Mente de Usui, o Olho da Mente de Saitou Centésimo Décimo Terceiro Ato: O Shingan do Usui e o Shingan do Saitou - 114. O Lobo Crava Suas Presas Centésimo Décimo Quarto Ato: O Canino Penetrante - 115. Esta é a Hora de Cumprir a Promessa Centésimo Décimo Quinto Atoː O Momento da Promessa - 116. O Reinício da Batalha Centésimo Décimo Sexto Ato: O Recomeço da Luta - 117. O Ataque Furioso de Aoshi Centésimo Décimo Sétimo Ato: Ataque Feroz de Aoshi - 118. Por um Fio de Cabelo Centésimo Décimo Oitavo Ato: Por Uma Unha Negra - 119. Esta é a Hora de Despertar Centésimo Décimo Nono Ato: O Momento de Acordar - 120. Amakakeru Ryu no Hirameki - Parte 1 Centésimo Vigésimo Ato: Amakakeru Ryu no Hirameki 1 | - 112. 前進 (Zenshin) - 113. 宇水の心眼 斎藤の心眼 (Usui no Shingan, Saitō no Shingan) - 114. 突きたてる牙 (Tsukitateru Kiba) - 115. 約束の時は今 (Yakusoku no Toki wa Ima) - 116. 再選開始 (Saisen Kaishi) - 117. 蒼紫猛攻 (Aoshi Mōkō) - 118. 紙一重 (Kamihitoe) - 119. 目醒める時は今 (Mezameru Toki wa Ima) - 120. 天翔龍閃其之壱 (Amakakeru Ryū-no-Hirameki Sono Ichi) |

| - 121. A Batalha de Aoi-ya Centésimo Vigésimo Primeiro Ato: Confronto no Aoi-ya - 122. O Menino que Luta Centésimo Vigésimo Segundo Ato: A Luta do Rapaz - 123. A Menina que Luta Centésimo Vigésimo Terceiro Ato: A Luta da Rapariga - 124. A Sombra do Desespero Centésimo Vigésimo Quarto Ato: A Sombra do Desespero - 125. Chegada!! Centésimo Vigésimo Quinto Ato: Aparição - 126. O Gigante Contra o Homem Grande (Início) Centésimo Vigésimo Sexto Ato: O Gigante Contra o Super-Humano 1 - 127. O Gigante Contra o Homem Grande (Fim) Centésimo Vigésimo Sétimo Ato: O Gigante Contra o Super-Humano 2 - 128. Soujirou Parte para a Batalha Centésimo Vigésimo Oitavo Ato: Soujirou em Ação - 129. A Supressão do Espaço Centésimo Vigésimo Nono Ato: Encurtamento de Distância | - 121. 攻防葵屋 (Kōbō Aoi-ya) - 122. 闘う少年 (Tatakau Shōnen) - 123. 闘う少女 (Tatakau Shōjo) - 124. 絶望の影 (Zetsubō no Kage) - 125. 降臨!! (Kōrin!!) - 126. 巨人対超人(前編) (Kyojin tai Chōjin (Zenpen)) - 127. 巨人対超人(後編) (Kyojin tai Chōjin (Kōhen)) - 128. 宗次郎出陣 (Sōjirō Shutsujin) - 129. 縮地 (Shukuchi) |

| - 130. O Passado de Soujirou: Encontro Sob o Luar Centésimo Trigésimo Ato: O Passado do Soujirou - Encontro ao Luar - 131. O Passado de Soujirou: Festim do Relâmpago Centésimo Trigésimo Primeiro Ato: O Passado do Soujirou - Festa Eufórica - 132. O Passado de Soujirou: Sorriso na Chuva Gélida Centésimo Trigésimo Segundo Ato: O Passado do Soujirou - Sorriso na Chuva - 133. O Espírito Despedaçado Centésimo Trigésimo Terceiro Ato: Colapso Mental - 134. Amakakeru Ryu no Hirameki - Parte 2 Centésimo Trigésimo Quarto Ato: Amakakeru Ryu no Hirameki 2 - 135. Aqueles que se Reúnem, Aqueles que se Despedem Centésimo Trigésimo Quinto Ato: Quam Se Junta e Quem parte - 136. Quando Teve Início a Batalha? Centésimo Trigésimo Sexto Ato: O Começo da Luta - 137. Alimento Centésimo Trigésimo Sétimo Ato: A Fonte - 138. Providência Centésimo Trigésimo Oitavo Ato: A Providência | - 130. 宗次郎の過去-月夜の邂逅- (Sōjirō no Kako -Tsukiyo no Kaikō-) - 131. 宗次郎の過去-稲妻の狂宴- (Sōjirō no Kako -Inazuma no Kyōen-) - 132. 宗次郎の過去-氷雨の笑顔- (Sōjirō no Kako -Hisame no Egao-) - 133. 精神崩壊 (Kokoro Kowareru) - 134. 天翔龍閃其之弐 (Amakakeru Ryū-no-Hirameki Sono Ni) - 135. 集う者去る者 (Tsudōmono Sarumono) - 136. 闘いの始まりはいつからだったか (Tatakai no Hajimari wa Itsu kara Datta ka) - 137. 糧 (Kate) - 138. 摂理 (Setsuri) |

| - 139. A Gargalhada Centésimo Trigésimo Nono Ato: Gargalhada - 140. A Hora da Morte Ainda Não Chegou Centésimo Quadragésimo Ato: Ainda Há Esperança - 141. A Chama de Dois Gumes Centésimo Quadragésimo Primeiro Ato: Espada Ardente Com Duplo Gume - 142. A Última Parte da Batalha Centésimo Quadragésimo Segundo Ato: Última Luta - 143. Amakakeru Ryu no Hirameki - Parte 3 Centésimo Quadragésimo Terceiro Ato: O Terceiro Amakakeru Ryu no Hirameki - 144. Yumi: As Formas de Amar Centésimo Quadragésimo Quarto Ato: O Amor de Yumi - 145. Decisão: O Homem que a Era Escolheu Centésimo Quadragésimo Quinto Ato: O Fim da Luta - O Escolhido da Presente Era - 146. O Desespero de Houji Centésimo Quadragésimo Sexto Ato: A Devoção do Houji - 147. Epílogo da Saga de Kyoto Parte 1: O Destino da Juppongatana (Início) Centésimo Quadragésimo Sétimo Ato: História de Quioto Epílogo 1ː O Fim dos Dez Espadas - 148. Epílogo da Saga de Kyoto Parte 2: O Destino da Juppongatana (Fim) Centésimo Quadragésimo Oitavo Ato: História de Quioto Epílogo 2ː O Fim dos Dez Espadas | - 139. 高笑い (Takawarai) - 140. 命運未だ尽きず (Meiun Imada Tsukizu) - 141. 両刃の炎 (Moroha no Honoo) - 142. 最終局面 (Saishū Kyokumen) - 143. 天翔龍閃其之参 (Amakakeru Ryū-no-Hirameki Sono San) - 144. 由美·愛の形 (Yumi: Ai no Katachi) - 145. 決着-時代の選びし者- (Ketchaku -Jidai no Erabishimono-) - 146. 方治の執念 (Hōji no Jūnen) - 147. 京都編エピローグ其之壱·十本刀始末(前編) (Kyōto Hen Epirōgu Sono Ichi: Juppongatana Shimatsu (Zenpen)) - 148. 京都編エピローグ其之弐·十本刀始末(後編) (Kyōto Hen Epirōgu Sono Ni: Juppongatana Shimatsu (Kōhen)) |

| - 149. Epílogo da Saga de Kyoto Parte 3: Manhã de um Dia de Verão Centésimo Quadragésimo Nono Ato: História de Quioto Epílogo 3ː Uma Manhã de Verão - 150. Epílogo da Saga de Kyoto Parte 4: Tarde de um Dia de Verão Centésimo Quinquagésimo Ato: História de Quioto Epílogo 4ː Uma Tarde de Verão - 151. Epílogo da Saga de Kyoto Parte 5: No Céu Centésimo Quinquagésimo Primeiro Ato: História de Quioto Epílogo 5ː In The Blue Sky - 152. Ainda Existe a Cicatriz em Forma de Cruz? Centésimo Quinquagésimo Segundo Ato: Ainda Tens a Cicatriz em Forma de Cruz? - 153. O Homem de um Braço Amputado Centésimo Quinquagésimo Terceito Ato: O Homem Com Um Único Braço - 154. Sinal Para a Vingança Centésimo Quinquagésimo Quarto Ato: Um Sinal de Vingança - 155. Jinchuu - A Justiça dos Homens Centésimo Quinquagésimo Quinto Ato: Um Castigo Humano - 156. A Irmandade dos Seis Centésimo Quinquagésimo Sexto Ato: Camaradas - 157. O Desespero de Yahiko Centésimo Quinquagésimo Sétimo Ato: A Frustação do Yahiko - 158. O Furor de Duas Tempestades! Centésimo Quinquagésimo Oitavo Ato: Dupla Tormentaǃ | - 149. 京都編エピローグ其之参·初夏の午前 (Kyōto Hen Epirōgu Sono San: Shoka no Gozen) - 150. 京都編エピローグ其之四·初夏の午後 (Kyōto Hen Epirōgu Sono Shi: Shoka no Gogo) - 151. 京都編エピローグ其之五·In The Blue Sky (Kyōto Hen Epirōgu Sono Go: In The Blue Sky) - 152. 十字傷はまだ有るか? (Jūji Kizu wa Mada Aru ka?) - 153. 隻腕の男 (Sekiwan no Otoko) - 154. 復讐の狼煙 (Fukushū no Noroshi) - 155. 人誅 (Jinchū) - 156. 同志 (Dōshi) - 157. 弥彦のあせり (Yahiko no Aseri) - 158. 双嵐吹き荒ぶ! (Sōran Fukisusabu!) |

## Volumes 19~28 - Saga de Enishi (Jinchuu)
| - 159. A Armadura Invencível Centésimo Quinquagésimo Nono Ato: Tekkou Terrível - 160. A Arma Humana Centésimo Sexagésimo Ato: Arma Humana Secreta - 161. Perguntas Que Ferem a Alma Centésimo Sexagésimo Primeiro Ato: Questão Incisiva - 162. Os Sentimentos do Amanhecer Centésimo Sexagésimo Segundo Ato: Pensar Ao Amanhecer - 163. O Amanhecer da Vingança Centésimo Sexagésimo Quarto Ato: Prelúdio Para o Fim - 164. Ilusão e Realidade Centésimo Sexagésimo Quinto Ato: Ilusão e Realidade - 165. Reminiscências 1: Retalhador Centésimo Sexagésimo Sexto Ato: Recordação 1 - Dilacerador - 166. Reminiscências 2: O Surgimento de Battousai Centésimo Sexagésimo Sétimo Ato: Recordação 2 - Nasce o Battousai - 167. Reminiscências 3: A Chuva de Sangue Sobre um Homem e uma Mulher Centésimo Sexagésimo Oitavo Ato: Recordação 3 - Homem e Mulher Numa Chuva de Sangue | - 159. 無敵鉄甲 (Mutekitekkō) - 160. 人間暗器 (Ningen Anki) - 161. 穿つ問い掛け (Ugatsu Toikake) - 162. 暁に想う (Akatsuki ni Omou) - 163. 終焉への序曲 (Shūen e no Jokyoku) - 164. 幻と現実 (Maboroshi to Genjitsu) - 165. 追憶ノ壱-人斬り- (Tsuioku no Ichi: Hitokiri) - 166. 追憶ノ弐-抜刀斎誕生- (Tsuioku no Ni: Battōsai Tanjō) - 167. 追憶ノ参-血の雨の男と女- (Tsuioku no San: Chi no Ame no Otoko to Onna) |

| - 168. Reminiscências 4: Tomoe Yukishiro - 169. Reminiscências 5: Insanidade - 170. Reminiscências 6: Turbilhão, Ano 1 Da Era Meiji - 171. Pequena Pausa - 172. Reminiscências 7: Vida no Interior - 173. Reminiscências 8: A Chegada de Enishi - 174. Reminiscências 9: Alvura, Como Se Fosse Neve... - 175. Reminiscências 10: A Floresta Amaldiçoada - 176. Reminiscências 11: Yaminobu, o Exército das Trevas - 177. Reminiscências 12: Luta Feroz | - 168. 追憶ノ四-雪代 巴- (Tsuioku no Shi: Yukishiro Tomoe) - 169. 追憶ノ伍-狂- (Tsuioku no Go: Kyō) - 170. 追憶ノ六-激動·元治元年- (Tsuioku no Roku: Gekidō - Genji Gan'nen) - 171. 小休止 (Shōkyūshi) - 172. 追憶ノ七-田園にて- (Tsuioku no Nana: Den'en ni te) - 173. 追憶ノ八-縁、来訪- (Tsuioku no Hachi: Enishi, Raihō) - 174. 追憶ノ九-雪、白く…- (Tsuioku no Kyū: Yuki, Shiroku...) - 175. 追憶ノ十-結界の森- (Tsuioku no Jū: Kekkai no Mori) - 176. 追憶ノ十一-闇乃武- (Tsuioku no Jūichi: Yaminobu) - 177. 追憶ノ十二-激闘- (Tsuioku no Jūni: Gekitō) |

| - 178. Reminiscências 13: A Cicatriz Em Forma De Cruz - 179. Reminiscências 14: O Fim de Uma Era - 180. A Noite Chega Ao Fim... - 181. Um Tênue Vislumbre de Esperança - 182. Declaração (Início) - 183. Declaração (Fim) - 184. Fogos de Artifício - 185. Contra o Canhão Armstrong - 186. A Nova Armadura Invencível | - 178. 追憶ノ十三-十字傷- (Tsuioku no Jūsan: Jūji Kizu) - 179. 追憶ノ十四-そして時代は流れ- (Tsuioku no Jūshi: Soshite Jidai wa Nagare) - 180. 夜が更けて… (Yo ga Fukete...) - 181. 一縷の望み (Ichiru no Nozomi) - 182. 告白(前編) (Kokuhaku (Zenpen)) - 183. 告白(後編) (Kokuhaku (Kōhen)) - 184. 花火 (Hanabi) - 185. 対アームストロング砲 (Tai Āmusuturongu Kanon) - 186. 新·無敵鉄甲 (Shin Mutekitekkō) |

| - 187. O Desdobramento da Batalha - 188. O Artista dos Mecanismos - 189. A Batalha das Três Frentes - Primeira Batalha, Parte 1 - 190. A Batalha das Três Frentes - Primeira Batalha, Parte 2 - 191. A Batalha das Três Frentes - Segunda Batalha, Parte 1 - 192. A Batalha das Três Frentes - Segunda Batalha, Parte 2 - 193. A Batalha das Três Frentes - Segunda Batalha, Parte 3 - 194. A Batalha das Três Frentes - Terceira Batalha, Parte 1 - 195. A Batalha das Três Frentes - Terceira Batalha, Parte 2 - 196. A Fumaça Azulada do Lobo | - 187. 戦局の行方 (Senkyoku no Yukue) - 188. 機巧の芸術家 (Karakuri no Arutisuto) - 189. 三局の闘い其之一ノ一 (Sankyoku no Tatakai So no Ichi no Ichi) - 190. 三局の闘い其之一ノ二 (Sankyoku no Tatakai So no Ichi no Ni) - 191. 三局の闘い其之二ノ一 (Sankyoku no Tatakai So no Ni no Ichi) - 192. 三局の闘い其之二ノ二 (Sankyoku no Tatakai So no Ni no Ni) - 193. 三局の闘い其之二ノ三 (Sankyoku no Tatakai So no Ni no San) - 194. 三局の闘い其之三ノ一 (Sankyoku no Tatakai So no San no Ichi) - 195. 三局の闘い其之三ノ二 (Sankyoku no Tatakai So no San no Ni) - 196. 狼の紫煙 (Ookami no Shien) |

| - 197. O Lobo Ressurge - 198. Não Quer Perder - 199. Magnanimidade - 200. A Luta do Destino - 201. A Outra Força - 202. Histórias do Passado - 203. Um Final Digno Para Esta Luta Que Dura Quinze Anos - 204. A Consciência do Crime e do Castigo - 205. A Verdadeira Face da Justiça Humana - 206. Envolto Pelas Trevas | - 197. 再びの狼 (Futatabi no Ookami) - 198. 負ける気がしねぇ (Makeru Ki ga Shinē) - 199. 甘い采配 (Amai Saihai) - 200. 宿命の私闘 (Shukumei no Shitō) - 201. もう一つの力 (Mō Hitotsu no Chikara) - 202. 昔語り (Mukashigatari) - 203. この十五年に及ぶ私闘に純然たる決着を (Kono Jūgonen ni Oyobu Shitō ni Junzentaru Ketchaku o) - 204. 罪と罰の意識 (Tsumi to Batsu no Ishiki) - 205. 人誅真意 (Jinchū Shin'i) - 206. 鈍色暗中 (Nibiiro Anchū) |

| - 207. Mergulhado nas Trevas da Destruição - 208. O Fim de um Sonho - 209. Adeus - 210. Velhote: Esse Desconhecido - 211. Não São Zero - 212. Movimentação - 213. Condições Para a Troca - 214. A Mudança do Enishi - 215. Três Dias Depois - 216. Dois Homens Trajando Preto (Início) - 217. Dois Homens Trajando Preto (Fim) | - 207. 暗転入滅 (Anten Nyūmetsu) - 208. ユメノオワリ (Yume no Owari) - 209. あばよ (Aba yo) - 210. オイボレ-その男素性不明- (Oibore: Sono Otoko Sujōfumei) - 211. 零じゃあない (Zero jaa nai) - 212. 行動開始 (Kōdō Kaishi) - 213. 交換条件 (Kōkan Jōken) - 214. 縁変調 (Enishi Henchō) - 215. 三日経過 (Mikka Keika) - 216. 黒い装束の二人(前編) (Kuroi Shōzoku no Futari (Zenpen)) - 217. 黒い装束の二人(後編) (Kuroi Shōzoku no Futari (Kōhen)) |

| - 218. Insanidade À Solta - 219. A Verdadeira Luta de Yahiko - Parte 1 - 220. A Verdadeira Luta de Yahiko - Parte 2 - 221. A Verdadeira Luta de Yahiko - Parte 3 - 222. A Verdadeira Luta de Yahiko - Parte 4 - 223. Sonho, Realidade e Ilusão - 224. Verdade - 225. Aquele Momento, o Vento da Salvação - 226. De Samurai Para Ex-Samurais - 227. Mais Quatro Dias, Mais Uma Pessoa | - 218. 狂気 解き放たる (Kyōki Tokihanataru) - 219. 弥彦 真の闘い 其の壱 (Yahiko, Shin no Tatakai So no Ichi) - 220. 弥彦 真の闘い 其の弐 (Yahiko, Shin no Tatakai So no Ni) - 221. 弥彦 真の闘い 其の参 (Yahiko, Shin no Tatakai So no San) - 222. 弥彦 真の闘い 其の四 (Yahiko, Shin no Tatakai So no Shi) - 223. 夢と現と幻 (Yume to Utsutsu to Maboroshi) - 224. 真実 (Shinjitsu) - 225. その時、一陣の風 (Sono Toki, Ichijin no Kaze) - 226. 侍から士族へ (Samurai kara Shizoku e) - 227. あと四日、あと一人 (Ato Yokka, Ato Hitori) |

| - 228. As Costas de um Homem, Parte 1 - O Retorno do Lutador de Aluguel - 229. As Costas de um Homem, Parte 2 - Semelhantes - 230. As Costas de um Homem, Parte 3 - Retratos de uma Família - 231. As Costas de um Homem, Parte 4 - Prestes a Explodir - 232. As Costas de um Homem, Parte 5 - O Ideograma Para o Mal - 233. As Costas de um Homem, Parte 6 - O Rugido das Montanhas - 234. As Costas de um Homem, Parte 7 - O Que Cada um Carrega em Suas Costas - 235. Alvura, Como a Neve Daquele Dia - 236. Desembarque - 237. A Quebra da Aliança | - 228. 男の背中 其の壱 喧嘩屋再開 (Otoko no Senaka So no Ichi: Kenka-ya Saikai) - 229. 男の背中 其の弐 似た者同士 (Otoko no Senaka So no Ni: Nitamonodōshi) - 230. 男の背中 其の参 家族の肖像 (Otoko no Senaka So no San: Kazoku no Shōzō) - 231. 男の背中 其の四 一触即発 (Otoko no Senaka So no Shi: Isshokusokuhatsu) - 232. 男の背中 其の伍 悪一文字 (Otoko no Senaka So no Go: Aku Ichimonji) - 233. 男の背中 其の六 山鳴り (Otoko no Senaka So no Roku: Yamanari) - 234. 男の背中 其の七 背中は語る (Otoko no Senaka So no Nana: Senaka wa Kataru) - 235. あの日見た、雪の白さ (Ano Hi Mita, Yuki no Shirosa) - 236. 上陸 (Jōriku) - 237. 仲違い (Nakatagai) |

| - 238. A Transformação de Sí Xing - 239. A Batalha Contra Sí Xing: Saitou Contra Seiryuu - 240. A Batalha Contra Sí Xing: Aoshi Contra Suzaku - 241. A Batalha Contra Sí Xing: Sanosuke Contra Byakko - 242. A Batalha Contra Sí Xing: Yahiko Contra Genbu - 243. O Dragão Confronta o Tigre Novamente - 244. As Espadas se Chocam - 245. Aniquilado o Estilo Hiten Mitsurugi - 246. Resposta - 247. Kyoukeimyaku - Nervos da Insanidade | - 238. 四星変化 (Sìxīng Henge) - 239. 四神対決-斎藤対青龍- (Sìxīng Taiketsu: Saitō tai Seiryū) - 240. 四神対決-蒼紫対朱雀- (Sìxīng Taiketsu: Aoshi tai Suzaku) - 241. 四神対決-左之助対白虎- (Sìxīng Taiketsu: Sanosuke tai Byakko) - 242. 四神対決-弥彦対玄武- (Sìxīng Taiketsu: Yahiko tai Genbu) - 243. 龍虎再見 (Ryūko Saiken) - 244. 撃剣 (Gekiken) - 245. 飛天御剣流、封殺 (Hiten Mitsurugi-ryū, Fūsatsu) - 246. 答 (Kotae) - 247. 狂経脈 (Kyōkeimyaku) |

| - 248. Fúria - 249. Um Novo Passo - 250. Sorria Novamente - 251. Apressando a Volta - 252. O Vento do Outono - 253. Tempo Ameno de Outono - 254. Passagem do Tempo - 255. Para Uma Nova Era - Omake. Chuva de Meteoros | - 248. 怒り (Ikari) - 249. 新たなる一歩 (Aratanaru Ippo) - 250. 笑顔、再び (Egao, Futatabi) - 251. HURRY GO ROUND - 252. 秋風 (Akikaze) - 253. 小春日和 (Koharubiyori) - 254. 星霜 (Seisō) - 255. 新たなる世代へ (Aratanaru Sedai e) - Omake. メテオ ストライク (Meteo Sutoraiku) |